# Peter Graham (Komponist, 1958)
Peter Graham  (* 1958 in Lanarkshire, Schottland) ist ein britischer Komponist.

## Leben
Peter Graham wurde durch seine Eltern auf Blechblasinstrumenten und am Klavier unterrichtet. Bis 1980 studierte er zunächst an der University of Edinburgh, unter anderem bei Edward Gregson. Anschließend wechselte er an das Goldsmiths’ College in London, wo er seine Studien bei Gregson fortsetzte und schließlich mit einem PhD in Komposition abschloss.
Von 1983 bis 1986 wohnte Graham in New York City und arbeitete als freischaffender Komponist für die „S.A. Music Bureau“. Seit seiner Rückkehr nach Großbritannien arbeitet er regelmäßig für den Fernseh- und Radiosender BBC. Daneben hat er sich auf Arrangements und Kompositionen für Brass Band spezialisiert; er zählt zu den führenden zeitgenössischen Komponisten auf diesem Gebiet. Seine Werke werden weltweit aufgeführt und häufig als Wettbewerbsstücke bei nationalen Meisterschaften verwendet. 1999 war das Album Reflected in Brass, das Evelyn Glennie mit der Black Dyke Band aufnahm und an dem Graham als Arrangeur mitarbeitete, für einen Grammy als bestes klassisches Crossover-Album nominiert. Graham ist ebenso als Blasorchester-Komponist tätig; 2002 gewann er für sein Stück Harrison’s Dream den Sousa/ABA/Ostwald Award der American Bandmasters Assosiation.
1994 gründete Graham zusammen mit seiner Frau den Musikverlag Gramercy Music, der sich auf die Veröffentlichung von Musik für Brass Band, Blasorchester und Gesang spezialisiert. Zudem ist er Professor für Komposition an der University of Salford und war als erster Zivilist Composer in Residence bei der Band der Coldstream Guards.
Peter Graham lebt derzeit mit seiner Frau Janey, seinem Sohn Ryan und seiner Tochter Megan in Cheshire (England).

## Werke (Auszug)
- Gaelforce
- Cartoon Music
- The Essence of Time
- The Red Machine
- Windows Of The World
- Shine as the Light
- Celebrate Rotary
- Dimensions
- Prisms
- On Alderley Edge
- The Torchbearer
- Montage
- Harrison’s Dream
- Journey to the Center of the Earth
- Standing on the Shoulders of Giants
- The Day Of The Dragon
- War Of The Worlds
- The Triumph of Time

## Auszeichnungen
- 2002: Sousa/ABA/Ostwald Award der American Bandmasters Association (Harrison’s Dream)[2]